# Ghazaleh Akhavan Zandjani
Ghazaleh Akhavan Zandjani (en persan : غزاله اخوان زنجانى), est une peintre iranienne née en 1953 à Téhéran.

## Biographie
Ghazaleh Akhavan Zandjani est née à Téhéran en 1953.
Elle commence sa scolarité à l'institut Soheil (école italienne) et obtient son diplôme d'études secondaires dans le domaine de la littérature. À plusieurs reprises, elle obtient des prix dans des concours de dessin à la plume au niveau local et national.
En 1972, elle réussit l'examen d'entrée à la Faculté des Beaux-Arts de l'Université de Téhéran ainsi qu'à l'École d'arts Behzad mais choisit de faire plutôt des études de  philosophie et d'histoire,.
Elle travaille un temps, pendant ses études, pour la télévision nationale iranienne, comme rédactrice et illustratrice d'émissions pour enfants.
Elle consacre dans un premier temps sa carrière artistique à l'apprentissage de l'art du tissage de tapis persans, réalisant de superbes créations de style traditionnel. Depuis 1995, elle se consacre surtout à la peinture, travaillant à l'encre et à l'aquarelle, sur des thématiques orientalistes florales ou paysagistes concernant essentiellement son pays, l'Iran, qu'elle affectionne tout particulièrement, utilisant volontiers des palettes de tons portés sur le jaune et le vert. Elle est titulaire d'un diplôme de peinture chinoise.
Ghazaleh Akhavan enseigne l'aquarelle, l'acrylique, le crayon et la peinture chinoise. Elle est la directrice de Ghazal Drawing & Painting Art Institute. Elle est membre de l'Organisation pour le développement des beaux-arts à Téhéran.
Ses peintures ainsi que ses créations de tapisseries sont exposées dans le monde entier depuis 1998.